# Live Magic
Live Magic é o segundo álbum ao vivo da banda britânica de rock Queen, lançado em dezembro de 1986.
Trata-se de uma compilação de músicas dos shows da turnê européia realizada em 1986, a última feita pelo Queen. A maior parte das faixas foram gravadas no Knebworth Park, na Inglaterra. O show de Knebworth foi o último show que o Queen fez com Freddie Mercury. Na época do lançamento, o disco recebeu fortes críticas dos fãs, devido à edição pesada de muitas canções, tais como "Bohemian Rhapsody", "Tie Your Mother Down" e "Is This the World We Created...?".

## Faixas
LP* e CD
1. "One Vision" (Queen) - 5:09
2. "Tie Your Mother Down (editada)" (Brian May) - 2:59
3. "Seven Seas Of Rhye" (Freddie Mercury) - 1:21
4. "A Kind Of Magic (editada)" (Roger Taylor) - 5:29
5. "Under Pressure" (Queen / David Bowie) - 3:49
6. "Another One Bites The Dust (editada)" (John Deacon) - 5:50
7. "I Want To Break Free (editada)" (John Deacon) - 2:40
8. "Is This The World We Created...? (editada)" (Freddie Mercury / Brian May) - 1:34
9. "Bohemian Rhapsody (editada)" (Freddie Mercury) - 4:42
10. "Hammer To Fall" (Brian May) - 5:20
11. "Radio Ga-Ga (editada)" (Roger Taylor) - 4:27
12. "We Will Rock You" (editada) (Brian May) - 1:33
13. "Friends Will Be Friends (editada) (Freddie Mercury / John Deacon) - 1:09
14. "We Are The Champions (editada)" (Freddie Mercury) - 2:01
15. "God Save The Queen" (Arranjos: Brian May) - 1:19

Nota: a versão em LP* possui no lado A as faixas 1-6, e no lado B as faixas 7-15.

## Informações de cada faixa
11 de julho de 1986 - Estádio de Wembley, Londres, Reino Unido
Is This the World We Created...?
12 de julho de 1986 - Estádio de Wembley, Londres, Reino Unido
Hammer To Fall
27 de julho de 1986 - Népstadion, Budapeste, Hungria
A Kind Of Magic e Under Pressure
9 de agosto de 1986 - Knebworth Park, Stevenage, Reino Unido
One Vision, Tie Your Mother Down, Seven Seas of Rhye, Another One Bites the Dust, I Want to Break Free, Bohemian Rhapsody, Radio Ga Ga, We Will Rock You, Friends Will Be Friends, We Are The Champions e God Save The Queen